# 野瀬清喜
野瀬 清喜（のせ せいき、1952年8月10日 - ）は、日本の柔道家（講道館8段）。
選手としてロサンゼルス五輪や世界選手権でメダルを獲得したほか、日本国内においては全日本選抜体重別選手権5連覇等の実績が光る。身長176cmで現役時代の階級は86kg級。
引退後は埼玉大学で教鞭を執る傍ら、全日本女子のヘッドコーチ・強化部長を歴任して多くのメダリストを輩出した名伯楽としても知られる。

## 経歴
新潟県は北蒲原郡京ヶ瀬村（現・阿賀野市）の出身。小学校時代は野球少年で、村立京ヶ瀬中学校時代に柔道と出会った。県立新発田高校へ進学して柔道部に入部するも、1年生の終わりには同級生が1人もいなくなるという憂き目に。それでも黙々とウェイトトレーニングに取り組むなどして才能を開花させた野瀬は、高校時代はインターハイや国体等に出場した。
1971年に高校卒業後は東海大学の佐藤宣践からの誘いを受け同大柔道部へ意気揚々と進学したが、その自信はすぐに打ち砕かれる事となる。野瀬曰く、「田舎者だったので、東京に出たらすぐに日本一になってやると思っていた」「（高木長之助や二宮和弘らの体格に衝撃を受け）大変な世界だと思い知らされた」との事。また、高校時代より文学に興じ太宰治や志賀直哉らに心酔していた野瀬は、柔道一色で読書に割く自由時間が無い大学生活が耐えられず、入学後3カ月で東海大学を退学している。
その後、ビルの深夜警備員としての職を得た野瀬だったが、3カ月も経った頃に就職してから自分が一度も笑っていない事に気付く。大学を後にする時に二度と柔道衣を着る事は無いと思っていた野瀬は、無性に柔道をやりたい気持ちを抑え切れず、文京区の講道館に通って再び柔道の練習に打ち込んだ。
将来への展望があるわけでは無く再開した柔道だったが、ここで東京教育大学教員の中村良三と出会った事が、結果的に野瀬の将来を大きく左右する事となった。「君は新発田高校出身で、東海大学を辞めた野瀬君だね」と気さくに話し掛けてきた中村は、野瀬に対して東京教育大を受験するよう勧め、この話を受けて野瀬は半年間の宅浪生活を経て受験し見事同大に合格。野瀬の東京教育大への進学に際し、派閥争いの激しい大学柔道界において中村が東海大学に話を通しておいてくれた事も、後に日本代表として選抜される事となる野瀬にとっては大きかった。
東京教育大学時代の野瀬は全日本学生体重別選手権において1年生で3位、2年生で2位、筑波大学となった3年生に優勝、そして大学最後の4年次には連覇を果たしたほか全日本選抜体重別選手権でも3位に入った。
1976年には筑波大学の大学院へと進み、全日本選抜体重別選手権で1976年は前年同様の3位、翌77年には園田勇に次ぐ準優勝を果たした。大学院を修了後は体育科学系の助手として筑波大学に残り、1978年の全日本選抜体重別選手権で3位。安定した成績から当時の86kg以下級を代表する選手の1人に数えられ、フランス国際大会では準優勝を果たしている。
1979年のカナダ国際大会を制して国際大会初タイトル。更に1980年には全日本選抜体重別選手権で27歳の遅まきながら初優勝を果たし、同年のハンガリー国際大会も制した。
以前より日の丸が付いた道衣を着て、表彰台のてっぺんで君が代を聞けたら引退と考えていた野瀬だったが、ハンガリーから帰国後のミーティングで当時全日本を率いていた佐藤宣践から「あれ（ハンガリー国際大会）は練習試合」「世界選手権や五輪で優勝しないと価値がない」と言われて現役続行を決断した。
1981年には全日本選抜体重別選手権で連覇を達成。更に同年9月にマーストリヒトで開催の第12回世界選手権では29歳にして初めて世界選手権日本代表に選ばれると、大会ではフランスのベルナール・チュルーヤンに優勝を譲ったものの、銀メダルを獲得した。
1982年に埼玉大学教育学部の講師となり、同大で後進の指導に当たる傍ら現役生活を続け、全日本選抜体重別選手権を1984年まで連続優勝して大会5連覇の偉業を成し遂げた。またこの間、体重無差別で行われる檜舞台・全日本選手権にも1977,78,79,81,82,84年と計6度出場し、このうち82年と84年大会はそれぞれ2試合を勝ち抜いて、軽重量級の体格ながらベスト8入りをしている。
一方、国際舞台においては1983年10月にモスクワで開催の第13回世界選手権に再び代表選出されると、3位で銅メダルを獲得。
翌84年には4月の第5回アジア選手権を制し、続く8月のロサンゼルス五輪には、金メダルを獲る事で嘗て迷惑を掛けた当時日本代表監督の佐藤宣践に恩返ししたい一心で大会に臨んだ。
五輪柔道の3回戦でオーストリアのペーター・ザイゼンバッハーと相見えると、試合半ばに野瀬は後方から絞技を狙ったが途中でこれを諦め、自ら前方へ転がった所を逆にザイゼンバッハーに抑え込まれて一本負を喫す、という不可解な結末となった。野瀬に拠れば、同様に相手の後ろに付いた場面ではそれまで2回も審判の「待て」が掛かっていたため、今回も合図が掛かるだろうと勝手に勘違いして手を放してしまったとの事。試合中は「ザイゼンバッハーはヘバっていて思い通り投げられそうだ」「これからは俺の時間帯だ」と考えていたといい、試合後には佐藤に怒られて「これで終わりっ！」と言われ、野瀬も「ハイッ」と返し、このやり取りを以て野瀬は32歳で現役生活にピリオドを打つ運びとなった。敗者復活戦で3位となり銅メダルだった。
引退後は埼玉大学での指導に専念する事となったが、全日本のトップ選手として君臨した野瀬にとっては当初「自分以上の選手には出会いないだろう」との思いがあり、特に女子柔道に関しては「奉仕からスタートしたようなものだった」と語っている。埼玉大学の教員になった頃は柔道部員が男子で10人程度と少なく、指導を希望する中学生や高校生も大学の道場で受け入れて指導した。
積極的に部員を勧誘したわけではなかったが、そんな折に、それまで通っていた町道場の先生が病気になったため代わりにと野瀬の元に通う事となった中学校2年生の女子がいた。後に世界に羽ばたく事となる鈴木若葉であった。
その後、鈴木は県立川越女子高校を経て正式に埼玉大学へ入学し、更に1学年下には溝口紀子や北爪弘子といった有望な選手が続いて埼玉大学は黄金時代を迎える…はずだったが、2年生になった鈴木が次第に体調に異変をきたしてしまう。練習や試合はおろか道衣を着るのもままならず、大学で1時間の授業を受けただけでヘトヘトになる有様だった。それまでの3-4時間の練習を半分に減らす等したが症状は悪化する一方で、野瀬が筑波大学の河野一郎に相談したところ、オーバートレーニング症候群と診断され、治療としては「オーバートレーニングと気付かずにいたのと同じ期間休養するしかない、」とのアドバイスを受けた。
2人で話し合いを重ねる中で野瀬は鈴木から、「女子の練習は、笑顔が出るような明るい雰囲気の中でやらないとダメなんです」「そうでないと、やり甲斐のある練習にならない」と言われ、衝撃を受けた。それまでは自身の現役時代と同じく、歯を食いしばって頑張り、苦しい時に自分をどれだけ追い込めるか、という練習方針であったが、それだけでは選手強化は成り立たない事に気付かされたという。
この言葉が転機となって猛省した野瀬は以後、練習中に自分から冗談を言って場を和ませ、学生達が何かしてくれたら「ありがとう」と礼を言うなど、務めて道場の雰囲気作りに気を配ったという。一方で旭化成の宗兄弟の元を訪ねて「（女子選手を）女子だと思って指導はしていない」「言い方に語弊があるが、ちょっと力の劣る男子選手のつもりで指導をしている」との言葉に感銘を受け、それまで男子競技と女子競技は別物という風潮のあった柔道界において、野瀬は男子の稽古でも良いものはどんどん女子稽古に採り入れるようにしたという。
こうした甲斐もあり、ひどい時には学校から家へ帰る事すらできない日もあった愛弟子の鈴木も追い込まれる事がなくなって徐々に回復し、復帰を果たした1992年の全日本学生体重別選手権で準優勝、大学院に進んだ1993年には全日本女子体重別選手権の決勝戦で後輩の溝口を破って優勝し、同年の世界選手権では銅メダルを獲得した。
埼玉大学では鈴木や溝口の活躍によって、埼玉大学柔道部の評判は高まり、一般入試で埼玉大学を志願する選手も増えた。1993年の全日本学生選手権では女子の全6階級のうち3階級で優勝している。北爪のほか、長井淳子や武田淳子、天尾美貴、山田真由美、岡崎綾子、森島直美、古賀幸恵、吉澤穂波といった数多の俊英を育成し、1998年の全日本学生優勝大会では女子5人制の部で悲願の初優勝。国公立大学が同大会を制すのは初めてという快挙であった。その後も女子3人制で2001年と2005年、2010年に優勝するなど、埼玉大学を全国有数の強豪校に育て上げた。
とりわけ溝口に対しては高校時代から夏休みになると自宅に寝泊りさせ、家族の一員のように扱って熱心な指導を行っていたという
他方、野瀬の活躍の場は大学内に収まらず、指名されてアトランタ五輪を含め1992年から1996年まで全日本女子のヘッドコーチを務めた。
「自分の人生を振り返った時に最も大きかった転機は女子柔道と出会った事」と野瀬。鈴木の病気の一件に関して指導者の無知で選手の将来を棒に振ってしまう事もあると痛感した野瀬は、「謙虚に色々な事にも耳を傾ける事が大切だと思った」と語っている。
田村亮子らの活躍もあって女子柔道が知名度を上げて躍進する1990年代から2000年代にかけての黄金期には全日本女子の監督の重責を担うと同時に、1996年から東京学芸大学にて大学院連合学校教育学研究科の主導指導員を、2002年には埼玉大学の教授も任ぜられた。
更に2006年からは全日本柔道連盟の女子強化部長を務め、安定して勝てるチーム作りのための基盤を整えるのが自身の使命と考えて指導に没頭。
一方、埼玉大学では息子である英豪を全日本選抜体重別選手権や講道館杯の上位常連選手に育て上げたほか、“来る者拒まず”の姿勢を貫き、アテネパラリンピック銀メダリストの加藤裕司の指導にも当たった。全盲の加藤と触れ合う事で、部員達は点字ブロックの上に物が置いてある事がどれだけ危険な事かを自然に学んでいったという。2005年には埼玉大学柔道部の総監督に着任した。
専門雑誌『近代柔道』のインタビューで野瀬は、「ロサンゼルス五輪で逆転負を喫した事は、マイナスになってはいない」と述懐し、「金メダルを獲っていたら傲慢になっていたかもしれないし、そうなると、田舎から出てきて、現実の厳しさに直面して挫折する学生達の気持ちを汲みできたかどうか」と続けた。
2004年のアテネ五輪では女子重量級が登場した日にテレビ放送の解説を行い、阿武教子が金メダルを獲得した瞬間は感極まって言葉を詰まらす一面も見せている。
65歳で埼玉大学を定年退職した際は、二度と教壇に立たない覚悟で教材や資料を処分したが、埼玉学園大学から声をかけてもらい、再び教壇に立った。
2019年より全日本柔道連盟の副会長を務めている。

## 略歴
- 1976年 東京教育大学(現筑波大学）体育学部卒業
- 1978年 筑波大学体育研究科修了、体育学修士
- 1978年 筑波大学文部技官
- 1982年 筑波大学体育専門学群助手を経て、同年埼玉大学教育学部講師
- 1984年 埼玉大学助教授
- 2002年 埼玉大学教授
- 2005年 埼玉大学柔道部総監督
- 2015年 埼玉県公安委員会委員[8]
- 現在 埼玉学園大学こども発達学科
- 2019年 埼玉県公安委員会委員長[8]
- 文部省スポーツ功労賞
  - 1984年 (ロサンゼルス五輪銅メダル）
  - 1992年 (バルセロナ五輪銀メダル、溝口紀子の指導者として）
  - 1996年 (アトランタ五輪、指導者として）
  - 1996年 埼玉文化賞
  - 2005年 (世界ジュニア、池田ひとみの指導者として）

## 主な戦績
中量級での戦績
- 1974年 - 全日本学生選手権 優勝
- 1975年 - 全日本選抜体重別選手権 3位
- 1975年 - 全日本学生選手権 優勝
- 1976年 - 全日本選抜体重別選手権 3位

86kg級での戦績
- 1977年 - 全日本選抜体重別選手権 2位
- 1978年 - フランス国際大会 2位
- 1978年 - 全日本選抜体重別選手権 3位
- 1980年 - ハンガリー国際大会 優勝
- 1980年 - 講道館杯 3位
- 1980年 - 全日本選抜体重別選手権 優勝
- 1980年 - アメリカ国際大会 優勝
- 1981年 - ソ連国際大会 2位
- 1981年 - 全日本選抜体重別選手権 優勝
- 1981年 - 世界選手権 2位
- 1981年 - 日本国際大会 優勝
- 1982年 - 全日本選抜体重別選手権 優勝
- 1983年 - 全日本選抜体重別選手権 優勝
- 1983年 - 世界選手権 3位
- 1984年 - 全日本選抜体重別選手権 優勝
- 1984年 - ロサンゼルス五輪 3位
- 1985年 - 大陸別対抗戦 団体戦 2位

## 論文
- 「国際柔道連盟による戦略的改革」（野瀬英豪・野瀬清喜・三戸範之）, 国際経営・文化研究 Cross-cultural business and cultural studies 16(2), 45-56, 2012
- 「コーチの立場からコーチ学を考える」, 現代スポーツ評論 (17), 80-85, 2007
- 「大学指導者の立場から (シンポジウム2 よいコーチとは? コーチングにもとめられているもの)」, トレーニング科学 13(3), 115-119, 2002
- 「女子柔道選手に対する栄養サポート」（奈良典子・杉浦克己・目崎登・木村昌彦・村松成司・野瀬清喜・山本洋祐・山口香・出口達也）, 体力科學 46(6), 805, 1997
- 「国際試合出場柔道選手の戦績分析 -パーソナリティ傾向との関連について」（船越正康・山下泰裕・斉藤仁・野瀬清喜・高野裕光・中西英敏・西田孝宏・越野忠則・岡田弘隆）, Research Journal of Budo 30, 74-74, 1997
- 「過去10年間の世界柔道大会における組み方と姿勢の変化について」（溝口紀子・野瀬清喜・木村昌彦・長井淳子）, Research Journal of Budo 30, 4-4, 1997
- 「女子柔道選手の無酸素パワーについて(その7)」（柳沢久・村松成司・鮫島元成・野瀬清喜・春日俊・森脇保彦・木村昌彦）, Research Journal of Budo 29, 49-49, 1996
- 「女子柔道選手の競技レベルと腹筋との関係」（今泉哲雄・野瀬清喜・木村昌彦・村松常司・高橋邦郎・浅見高明）, Research Journal of Budo 27, 24-24, 1994
- 「女子柔道選手の脚伸筋群および脚屈筋群が競技力へ及ぼす影響  -筋量(MRI)と等速性最大筋力を指標として」（今泉哲雄・西嶋洋子・江橋博・野瀬清喜・星永）, 日本体育学会大会号 (44A), 325, 1993
- 「女子柔道選手における現代武道への志向性と攻撃性について」（尾形敬史・吉田昭久・柳沢久・鮫島元成・松村成司・野瀬清喜・森脇保彦）, Research Journal of Budo 23(2), 184-185, 1990
- 「等速性筋出力からみた高校生柔道選手の体力特性について」（木村昌彦・今泉哲雄・野瀬清喜・菅原正明・高橋進・吉鷹幸春・小沢雄二・中村一成）, Research Journal of Budo 23(2), 103-104, 1990
- 「等速性筋出力,有酸素作業能力からみた一流および大学柔道選手の体力特性」（今泉哲雄・江橋博・野瀬清喜・木村昌彦）, Research Journal of Budo 21(2), 45-46, 1988
- 「一流柔道選手の軌跡調査 (3) ―スポーツ活動の流れ及び競技実績の変化」（青柳領・小俣幸嗣・貝瀬輝夫・中村良三・小野沢弘史・野瀬清喜）, Research Journal of Budo 21(2), 41-42, 1988
- 「全日本柔道選手権大会における競技分析」（辻原謙太郎・野瀬清喜・木村昌彦・三戸範之・高橋富士男）, Research Journal of Budo 21(2), 39-40, 1988
- 「全日本女子柔道選手権大会における競技分析」（木村昌彦・辻原謙太郎・野瀬清喜・森脇保彦・藪根敏和）, Research Journal of Budo 21(2), 115-116, 1988
- 「柔道試合における攻撃動作の競技分析的研究」（野瀬清喜・辻原謙太郎・柳沢久・木村昌彦）, Research Journal of Budo 21(2), 113-114, 1988
- 「女子柔道選手の体重の安定期について」（鮫島元成・柳沢久・尾形敬史・村松成司・野瀬清喜・森脇保彦）, Research Journal of Budo 21(2), 107-108, 1988
- 「柔道試合における競技分析的研究」（辻原謙太郎・井浦吉彦・野瀬清喜・竹内善徳）, Research Journal of Budo 21(1), 13-20, 1988
- 「柔道試合における競技分析的研究」（辻原謙太郎・野瀬清喜）, 日本体育学会大会号 (38A), 334, 1987
- 「柔道試合・ビデオ記録管理システム」（青柳領・小俣幸嗣・松永義雄・尾形敬史・野瀬清喜）, Research Journal of Budo 18(3), 39-46, 1986
- 「ビデオ柔道試合記録管理システム」（青柳領・尾形敬史・松永義雄・小俣幸嗣・野瀬清喜）, Research Journal of Budo 18(2), 141-142, 1985
- 「柔道選手の得意組み方からみた等速性筋出力」（今泉哲雄・野瀬清喜・江橋博・木村昌彦）, Research Journal of Budo 18(2), 123-124, 1985
- 「巻込技の衝撃の比較検討」（松井勲・浅見高明・広瀬伸良・川村禎三・石島繁・野瀬清喜）, Research Journal of Budo 17(1), 47-48, 1985
- 「柔道試合の競技分析に関する一考察」（野瀬清喜・竹内善徳・辻原謙太郎・木村昌彦・川村禎三・中村良三・松井勲）, Research Journal of Budo 16(1), 160-161, 1984
- 「柔道選手の平衡能力の分析 ―崩しに対するバランス制御」（木村昌彦・浅見高明・中村良三・高野裕光・川村禎三・竹内善徳・松井勲・野瀬清喜）, Research Journal of Budo 16(1), 121-123, 1984
- 「柔道投技の研究 ―足底力より見た『構え』『崩し』『作り』『掛け』について」（野瀬清喜・川村禎三・竹内善徳・山崎俊輔）, Research Journal of Budo 14(1), 51-64, 1981
- 「大学柔道部員の性格特性に関する研究」（小野沢弘史・佐藤宣践・野瀬清喜・小俣幸嗣・松永義雄）, Research Journal of Budo 13(2), 68-69, 1981
- 「柔道選手の試合期におけるコンディショニングについて」（野瀬清喜・川村禎三・辻原謙太郎）, Research Journal of Budo 11(2), 62-63, 1978